# Psychoda lobata
Psychoda lobata är en tvåvingeart som beskrevs av Tonnoir 1940. Psychoda lobata ingår i släktet Psychoda och familjen fjärilsmyggor. Arten har ej påträffats i Sverige. Inga underarter finns listade i Catalogue of Life.